# Francesco Surdich
Francesco Surdich (Cherso, 11 maggio 1944 – Genova, 5 agosto 2024) è stato uno storico italiano.

## Biografia
Nacque a Cherso nell'arcipelago delle isole Quarnerine, all'epoca parte della provincia di Pola sotto occupazione tedesca. Suo padre Giuseppe fu professore di italiano a Pola e studioso di Petrarca, di cui fu anche il primo traduttore in serbo-croato.
Nel 1946, con una rocambolesca fuga su una barca guidata dal nonno materno per sottrarsi alla persecuzioni del regime comunista di Tito poco prima della cessione di gran parte della Venezia Giulia alla Jugoslavia, la famiglia si trasferì in Italia stabilendosi prima sui Colli Euganei e a Padova e successivamente a Genova, dove il 21 febbraio 1967 egli si laureò in Lettere con votazione 110 e lode all'Università di Genova con una tesi in Storia medievale dal titolo Ricerche sui rapporti tra le repubbliche di Genova e di Venezia all'inizio del XV secolo e suo relatore fu il professor Geo Pistarino. 
Iscritto all'associazione degli studenti cattolici (Intesa), durante i suoi studi universitari ne divenne uno dei principali esponenti nazionali ottenendo nel 1965 l'incarico di Segretario nazionale degli Studenti delle Facoltà Umanistiche. Dopo la nascita e lo sviluppo del movimento studentesco nel febbraio 1967 fu uno dei promotori della prima occupazione della Facoltà di Lettere dell'Università di Genova.
Nel 1968 ottenne una borsa di studio presso l'Istituto di Paleografia e Storia medievale, iniziando l'attività universitaria che successivamente lo portò, nel 2008, a diventare preside della Facoltà di Lettere e Filosofia. Dopo aver conseguito nel 1970 la libera docenza in Storia medievale, ottenne per l'a.a. 1970/71 l'incarico di Storia delle esplorazioni geografiche che poi continuò ad insegnare fino all'a.a. 2015/16 (fu docente anche per alcuni anni di Storia dei Paesi Islamici e Letteratura di viaggio), assegnando e seguendo circa millequattrocento tesi di laurea su viaggi e viaggiatori di ogni epoca, che andarono inoltre a costituire il filo conduttore della sua attività di ricerca sfociata in oltre trecento pubblicazioni.
Questa attività di ricerca dal taglio fortemente interdisciplinare fu rivolta a porre in evidenza soprattutto l'importanza e il ruolo avuti dalla letteratura di viaggio nello sviluppo della coscienza europea con particolare riferimento al problema della percezione e/o della negazione dell'alterità in rapporto alle dinamiche dei processi religiosi, storici, economici e culturali del mondo europeo e del suo incontro/scontro con le altre civiltà.
In questa prospettiva in occasione del XXVI Congresso Geografico Italiano, Francesco Surdich, a cui venne affidata la responsabilità scientifica della sezione sulla storia delle esplorazioni, chiamò a raccolta studiosi delle più svariate discipline che alla conclusione dei lavori redassero un documento con l'auspicio di creare un'istituzione capace di dare corpo a ricerche interdisciplinari sulle problematiche delle grandi scoperte e dei viaggi. Il progetto venne realizzato da un gruppo di studiosi, di cui fece parte anche lo stesso Surdich, e alla fine di quello stesso anno dettero vita al Centro Italiano di Studi storico geografici (CISGE), nel quale dal 1993 al 2010 tenne l'incarico di coordinatore della sezione di Storia dei viaggi e delle esplorazioni.
Il 25 marzo 2024 divenne socio d'onore della Società Geografica Italiana.
Francesco Surdich morì a Genova il 5 agosto 2024 all'età di 80 anni.

## Rivista di storia delle esplorazioni
Nel 1975 fondò il periodico "Miscellanea di Storia delle Esplorazioni" (codice ISSN 2280-0891), rivista scientifica con periodicità annuale, divenuto il più longevo e costante periodico italiano su questo tema. Nel trentesimo anniversario della nascita della rivista scientifica fu pubblicato un censimento delle molte pubblicazioni, spesso controcorrente, che non trovarono spazio altrove: Castelnovi M., Trent'anni di Miscellanea di Storia delle esplorazioni: rassegna bibliografica e database, autori, titoli e soggetti, in "MSE", Genova, 2005, pp. 271-280.

## Monografie
- Genova e Venezia fra Tre e Quattrocento, Genova, Bozzi, 1970
- Le grandi scoperte geografiche e la nascita del colonialismo, Firenze, La Nuova Italia, 1975
- Fonti sulla penetrazione europea in Asia, Genova, Bozzi, 1976
- Momenti e problemi di Storia delle esplorazioni, Genova, Bozzi, 1976
- Esplorazioni geografiche e sviluppo del colonialismo nell'età della rivoluzione industriale. I: Fasi e caratteristiche dell'espansione coloniale. II: Espansione coloniale ed organizzazione del consenso, Firenze, La Nuova Italia 1979-1980
- L'esplorazione italiana dell'Africa, a cura di F. Surdich, Milano, Il Saggiatore, 1982 [Un'antologia che è stata definita "la prima, vera, scientifica antologia di scritti sull'apporto italiano alla conoscenza dell'Africa" dal maggiore studioso della storia del colonialismo italiano (vedi A. Del Boca, La nostra Africa, Vicenza, Neri Pozza Editore 2003, p. 12)].
- Barone di Lahontan, Dialoghi con un selvaggio, a cura di F. Surdich, Ivrea, Herodote, 1984
- Il Medioevo, in La Storia: gli avvenimenti e i personaggi, Busto Arsizio, Bramante, 1987, pp. 11–479
- Corso di storia, I. Il Medioevo, Milano, Librex, 1992
- C. Cavalli, Più neri di prima. Colonizzazione e schiavitù in Congo nel diario di viaggio di un italiano agli inizi del Novecento, a cura di F. Surdich, Reggio Emilia, Diabasis, 1995.
- Colonialismo italiano, «l'imperialismo straccione», numero monografico de Il Calendario del Popolo, Milano, Nicola Teti Editore, 1996.
- M. Guattini – D. Carli, Viaggio nel Regno del Congo, a cura di F. Surdich, Cinisello Balsamo, Edizioni San Paolo, 1997
- Verso il Nuovo Mondo, L'immaginario europeo e la scoperta dell'America, Firenze, Giunti 2002
- L'attività  missionaria, politico-diplomatica e scientifica di Giuseppe Sapeto. Dall'evangelizzazione dell'Abissinia all'acquisto della baia di Assab, Comunità  Montana “Alta Val Bormida”, Millesimo, 2005
- La via della seta: missionari, mercanti e viaggiatori europei in Asia nel medioevo, Trento, Genova, Il Portolano, 2007
- La via delle spezie. La Carreira da India portoghese e la Cina, Centro Studi Martino Martini – Il Portolano, Trento – Genova, 2009
- Verso i mari del sud. L'esplorazione del Pacifico centrale e meridionale da Magellano a Malaspina, Aracne, Roma, 2015